# Septimius
Selon certains manuscrits transcrivant l'Epitome de Caesaribus d'Aurelius Victor, Septimius ou Septiminus fut un usurpateur romain qui se proclama empereur en 271, en Dalmatie, lors du règne de l'empereur Aurelien. La révolte de Septimius se termina rapidement car une fois la menace d'une invasion goth disparue, Septimius fut tué par ses propres troupes. Zosime le cite comme ayant provoqué des troubles, en le nommant de façon erronée sous le nom de Épitemios, possible corruption de Septimius. En revanche, l'Histoire Auguste, qui rédige sa Vie d'Aurélien en s'appuyant, entre autres auteurs, sur Aurelius Victor, ne fait aucune mention d'un Septimius.
Le numismate Henry Cohen ne connaît pas Septimius ni donc aucune monnaie romaine qui marquerait sa prétention au titre impérial